# 서울특별시차량정비센터
서울특별시차량정비센터(서울特別市車輛整備센터)는 서울특별시 본청·자치구·사업소·투자기관 및 업무대행자의 보유 자동차·건설기계 등 도시 공공장비류의 정비에 관한 사무를 분장하는 서울특별시청의 사업소이다. 소장은 지방공업사무관으로 보한다.

## 설치 근거 및 소관 사무

### 설치 근거
- 「서울특별시 행정기구 설치조례」 제71조제1항[2]

### 소관 사무
- 차량의 정비·점검
- 차량정비수수료의 조정·징수
- 그 밖의 차량정비에 관한 사항

## 연혁
- 1984년 10월 2일: 서울특별시차량정비사업소 설치.[3]
- 2007년 7월 30일: 서울특별시차량정비센터로 개편.[4]

## 조직

### 소장
- 서무팀
- 정비팀